# L'Observateur de Moscou
L'Observateur de Moscou (russe : «Московский наблюдатель») est une revue d'histoire et de littérature publiée à Moscou de 1835 à 1839. 

## Historique
L'Observateur de Moscou paraît deux fois par mois. Le premier rédacteur du magazine est Vassili Androssov, un statisticien et économiste politique. Stepan Chevyriov est responsable des critiques littéraires. Les autres principaux contributeurs sont Alexeï Khomiakov, Ivan Kireïevski, Vladimir Odoïevski et Ievgueni Baratynski.
L'Observateur de Moscou prend alors des positions slavophiles. Le magazine critique l'orientation  « commerciale » des productions littéraires, en particulier les publications de La Bibliothèque pour la lecture. En 1836, Vissarion Belinski  publie dans la revue Le Télescope un article « De la critique et des opinions littéraires de L'Observateur de Moscou », qui suscite une polémique entre les deux journaux. 
Le magazine ne rencontre pas de succès auprès des lecteurs. En 1838, il est racheté par l'imprimeur N.  S. Stepanov , et change d'orientation. La rédaction est dirigée officieusement par Vissarion Belinski, qui attire de jeunes écrivains du cercle de Nikolaï Stankevitch.  Selon Alexandre Pypine, L'Observateur de Moscou devient alors « l'une des meilleures revues par l'intégrité de son caractère, la valeur de son département littéraire et enfin par ses critiques ». 
Une rubrique de « bibliographie étrangère » est créée pour faire connaître au public la littérature allemande et anglaise. Les auteurs les plus traduits sont Goethe, Schiller, Heine, Shakespeare, E. T. Hoffmann, Tick, ou J. P.  Richter. La rubrique poétique publie nombre d'œuvres exceptionnelles d'Alexeï Koltsov, Ivan Kalachnikov, V. Krassov, Alexandre Polejaïev et d'autres. Vassili Botkine est actif dans la rubrique musicale, qui publie un article célèbre sur la musique de Serebrianski, un ami de Koltsov.  
Belinski est l'âme du magazine. Il écrit beaucoup d'articles critiques, et tient presque une chronique littéraire. Le premier fascicule édité par Belinsky, comprend, entre autres, le discours de Hegel sur le Lycée, préface par son traducteur Bakounine.  Cette préface sert de programme pour le journal, et exprime la vision philosophique du monde du premier Belinski .